# Josefina Diakité
Pour les articles homonymes, voir Diakité.
Josefina Perpétua Peres Domingos Pitra Diakité est une diplomate et femme politique angolaise. 

## Carrière
Née à Lobito, elle s'installe à Luanda pour ses études. Après avoir obtenu un diplôme en droit de l'Université Agostinho Neto de Luanda en 1985, elle travaille pour différents services ministériels. Elle parle le portugais, l'anglais, le français, l'espagnol et trois langues angolaises : le kimbundu, l'umbundu et l'ibinda (en). Elle monte ensuite en responsabilité au sein du ministère des Affaires étrangères, en tant que directrice du département de l'Europe occidentale de 1989 à 1992, puis directrice du département des États-Unis et de l'Europe de 1992 à 1993. De 1993 à 2000, elle est nommée ambassadrice en Suède, au Danemark, en Norvège et en Finlande,.
Puis elle devient l'ambassadrice d'Angola aux États-Unis du 23 mars 2001 jusqu'au 1er septembre 2011..
Elle est ensuite l'ambassadrice d'Angola en Afrique du Sud, du 6 juin 2011 jusqu'au 17 octobre 2017,,.
Membre du Mouvement populaire de libération de l'Angola (MPLA), elle est élue députée de l'Angola aux élections nationales depuis le 28 septembre 2017,,, où elle préside la commission parlementaire des Relations extérieures,.